# Ixora trichobotrys
Ixora trichobotrys är en måreväxtart som beskrevs av Elmer Drew Merrill. Ixora trichobotrys ingår i släktet Ixora och familjen måreväxter. Inga underarter finns listade i Catalogue of Life.